# Roodmaskeraalscholver
De roodmaskeraalscholver (Urile urile synoniem: Phalacrocorax urile) is een zeevogel uit de familie Phalacrocoracidae (aalscholvers).

## Verspreiding en leefgebied
Deze soort komt voor op de eilanden nabij noordelijk Japan tot de zuidkust van Alaska.

## Status
De grootte van de populatie is in 2006 geschat op minimaal 200 duizend vogels. Op de Rode lijst van de IUCN heeft deze soort de status niet bedreigd.